# Slovenská televízia

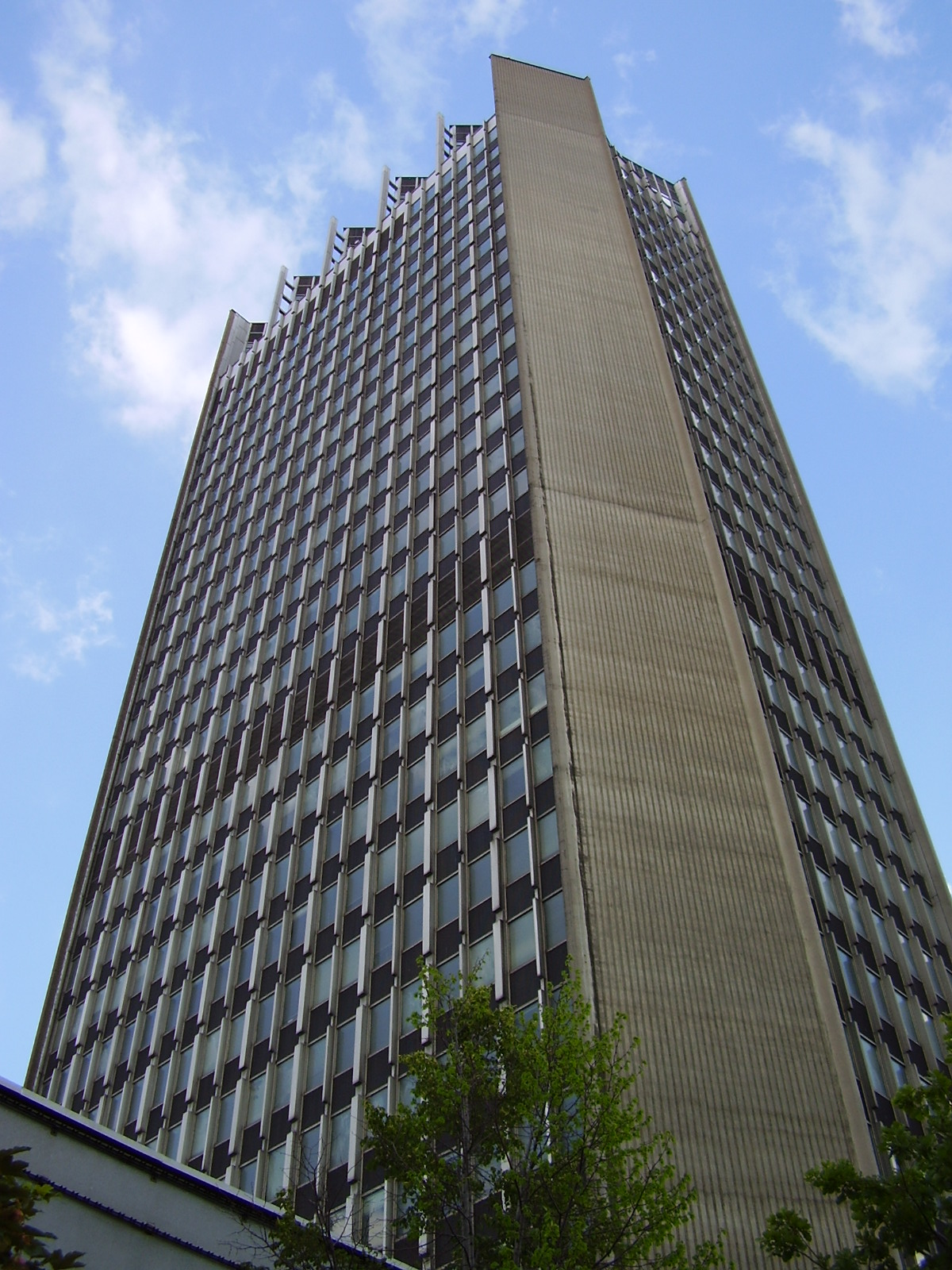
Das Gebäude des slowakischen Fernsehens in Bratislava

Slovenská televízia (STV, früher auch ST; deutsch: „Slowakisches Fernsehen“) ist eine Fernsehgesellschaft in der Slowakei. Bis 2010 war sie die öffentlich-rechtliche Fernsehgesellschaft der Slowakei. Zu Beginn 2011 wurde sie mit der Rundfunkgesellschaft zur Rozhlas a televízia Slovenska (RTVS, „Slowakischer Rundfunk“) zusammengelegt.

## Programme
Slovenská televízia produziert fünf Programme:
- :1 - Jednotka („Das Erste“; früher STV 1)
- :2 - Dvojka („Das Zweite“; früher STV 2)
- :3 - Trojka („Das Dritte“; früher STV 3), Sportkanal (zwischen 2008 und 2011), Archivsender (seit 2019)[2]
- :24 - Nachrichtensender (seit 2022)
- :ŠPORT - Sport (seit 2022)

## Geschichte
Rechtlich wurde zum 31. Dezember 1992 das Tschechoslowakische Fernsehen zusammen mit dem tschechoslowakischen Staat aufgelöst und durch die zwei nationalen öffentlich-rechtlichen Anstalten Česká televize und Slovenská televízia abgelöst, die allerdings beide bereits zuvor ein Jahr lang parallel zum Tschechoslowakischen Fernsehen existiert hatten.
Physisch bestand das spätere Slowakische Fernsehen in Form von slowakischen Studios (Bratislava, Košice, Banská Bystrica) des Tschechoslowakischen Fernsehens bereits vor 1992. Der Sendebetrieb aus Bratislava wurde 1956 aufgenommen und der zweite Kanal des Tschechoslowakischen Fernsehens war (fast) rein slowakischsprachig.
Am 30. Juni 2011 wurde das dritte Programm, das erst seit 8. August 2008 auf Sendung war, wegen zu hoher Kosten wieder eingestellt. Zu Weihnachten 2019 wurde die dritte Senderkette wiederbelebt, allerdings mit anderem Programm. Ein Sportprogramm soll jedoch in der Zukunft wieder angeboten werden.